# Zwaluwbij
De zwaluwbij (Hoplitis anthocopoides) is een vliesvleugelig insect uit de familie Megachilidae. De wetenschappelijke naam van de soort is voor het eerst geldig gepubliceerd in 1853 door Schenck.